# Tamara Crețulescu

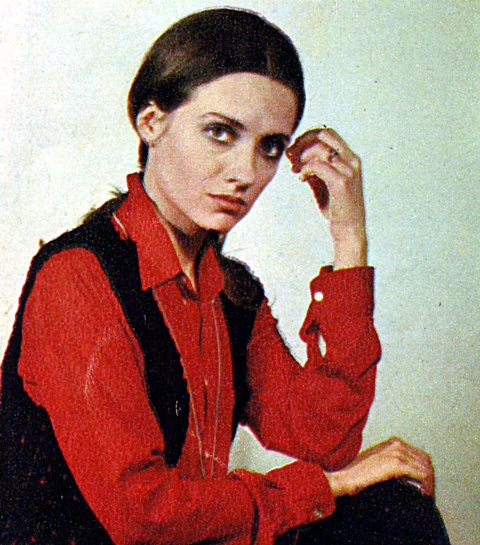
Tamara Cretulescu

Tamara Crețulescu (* 31. März 1949) ist eine rumänische Schauspielerin.

## Filmografie
- 1972: Astă seară dansăm în familie
- 1973: Ciprian Porumbescu
- 1979: Ora zero
- 1986: Din prea multă dragoste
- 1988: Vacanța cea mare
- 2003: Ce lume veselă
- 2007: Logodnicii din America
- 2010: În derivă